# Funabaši (Čiba)
Funabaši (japonsky 船橋市; Funabaši-ši) je japonské město v prefektuře Čiba. Je položeno na severozápadě prefektury, na středu severního břehu Tokijského zálivu. Starostou města je od roku 2013 Tóru Macudo (* 1954).
V roce 2016 mělo město 627 006 obyvatel a celkovou rozlohu 85,62 km² (průměrná hustota obyvatel je 7320/km²).

## Zeměpis
Městem protékají řeky Ebigawa (海老川), její četné přítoky, mezi nimi Hasamagawa (飯山満川), Nagacugawa (長津川), dále na západním okraji Mamagawa (真間川), Ókašiwagawa (大柏川), ve městě Funabaši pod jiným názvem: Niwagawa (二和川), Futamatagawa (二俣川), její přítok Kacušikagawa (葛飾川), dále z východní části města a směrem k východu odtéká řeka Kannógawa (桑納川), po okraji nejsevernějšího cípu města směrem k severovýchodu odtéká řeka Futaegawa (二重川). Jihovýchodní okraj města odvodňují drobné přítoky řeky Kikutagawa (菊田川). Z historických důvodů je město členěno do velkého množství nesourodých administrativních celků, uskupených do deseti nadřazených skupin (čtvrtí, bývalých městysů, vsí a pomístních názvů).

## Významní rodáci
- Juko Kavagutiová, japonsko-ruská krasobruslařka

## Partnerská města
- Hayward, Kalifornie, Spojené státy americké (7. prosinec 1986)
- Odense, Dánsko (6. duben 1989)
- Si-an, Čína (2. listopad 1994)